# Còssifa bicolor
El còssifa bicolor (Cossypha dichroa) és una espècie d'ocell paseriforme de la família dels muscicàpids. Es troba a Sud-àfrica i Eswatini. El seu hàbitat principal són els boscos tropicals i subtropicals de frondoses humits de l'estatge montà. El seu estat de conservació és considerat de risc mínim.